# 국방부 검찰단
국방부 검찰단(國防部檢察團, Prosecutors Office Ministry of National Defense)은 군사법원법 및 군검찰부의 조직에 관한규정(대통령령)을 근거로 2000년 7월 1일 창설된 국방부장관 직속 군내 최고검찰기관이다.

## 개요
국방부와 국방부 직할기관 소속 군인, 군무원 등의 범죄 및 육해공군의 중요형사사건을 관할하며, 사건수사, 공소제기, 상소, 국가소송 수행등의 임무를 수행한다.
국방부 검찰단은 장관급 또는 영관급 군법무관으로 보임하는 검찰단장을 정점으로 고등검찰부, 보통검찰부, 송무부 및 사무처로 구성되어 있다.
2006년 1월 현재, 육해공군의 모든 검찰조직까지 포괄하여 국방부 직할기관화함으로써 그 중립성과 전문성을 제고하기 위한 "군검찰의 조직에 관한 법률(안)"이 국회에 제출되어 있는 상태이다.

## 구조
- 범죄정보실
- 감찰실
- 고등검찰부
  - 기획조정공판과
  - 수사지원과
  - 과학수사과
- 보통검찰부
  - 반부패수사과 1과
  - 반부패수사과 2과
  - 반부패수사과 3과
- 사무처
  - 사건과
  - 행정과

## 역대 단장
| #        | 계급 이름        | 취임일           | 이임일           | 참고  |
| -------- | ---------------- | ---------------- | ---------------- | ----- |
| 1        | 공군 대령 서영득 | 2000년 7월 1일   | 2001년 12월 14일 |       |
| 2        | 공군 대령 김석영 | 2001년 12월 14일 | 2003년 1월 10일  |       |
| 3        | 공군 대령 오준수 | 2003년 1월 10일  | 2003년 9월 30일  |       |
| 4        | 공군 대령 김석영 | 2003년 11월 19일 | 2005년 1월 25일  |       |
| 5        | 해군 대령 김칠하 | 2005년 3월 21일  | 2005년 12월 23일 |       |
| 6        | 육군 준장 최재석 | 2005년 12월 23일 | 2008년 1월 1일   |       |
| 7        | 공군 대령 고민삼 | 2008년 1월 13일  | 2008년 12월 3일  |       |
| 8        | 육군 준장 윤웅중 | 2008년 12월 3일  | 2009년 11월 30일 |       |
| 9        | 육군 준장 권락균 | 2009년 12월 1일  | 2011년 12월 26일 |       |
| 10       | 공군 대령 백인주 | 2011년 12월 26일 | 2013년 12월 12일 |       |
| 11       | 공군 대령 유명상 | 2013년 12월 12일 | 2015년 12월 24일 |       |
| 12       | 육군 대령 송광석 | 2015년 12월 24일 | 2018년 2월 1일   |       |
| 13       | 공군 대령 이수동 | 2018년 2월 1일   | 2020년 12월 30일 |       |
| 14       | 육군 대령 최광혁 | 2020년 12월 30일 | 2022년 12월 26일 |       |
| 15       | 육군 준장 김동혁 | 2022년 12월 26일 | 2025년 7월 9일   | [ 1 ] |
| 직무대리 | 대령             | 2025년 7월 9일   |                  | [ 2 ] |

## 같이 보기
- 국방부 조사본부, 군사 범죄 수사
- 육군검찰단
- 해군검찰단
- 공군검찰단